# 谢尔 (德国)
谢尔（德語：Scheer，發音：[ʃeːɐ̯] ⓘ）是德国巴登-符腾堡州蒂宾根行政区锡格马林根县的城市，面积18.72平方千米，2023年12月31日人口为2,535人。